# 酸化スカンジウム(III)
酸化スカンジウム(III)もしくはスカンジアは、組成式Sc2O3で表される希土類元素の酸化物である。酸化スカンジウムは他のスカンジウム化合物の前駆体として用いられるだけでなく、高温系における熱および熱衝撃への耐性付与を目的としてエレクトロセラミックスやガラスの焼結助剤にも用いられる。

## 構造および物理的性質
酸化スカンジウムの結晶構造はスカンジウム元素の金属中心に酸素が6配位した立方晶構造を取り、点群はシェーンフリース記号でTh、空間群はヘルマン・モーガン記号でIa3と表される。Sc-Oの結合距離は粉末回折より2.159-2.071 Åであると示されている。
酸化スカンジウムは絶縁体であり、そのバンドギャップは6.0 eVである。

## 生産
鉱山より産出されるスカンジウムは主に精製された酸化スカンジウムの形で生産される。ソーベタイト(Sc,Y)2(Si2O7)やコルベカイトScPO4·2H2Oのようなスカンジウムを豊富に含む鉱石は稀であるが、スカンジウムは他の多くの鉱石で痕跡量含まれている。そのため、酸化スカンジウムは他の元素を抽出する際の副産物として主に生産されている。

## 反応
鉱山より産出されるスカンジウムは主に精製された酸化スカンジウムの形で生産され、それは全てのスカンジウムの化学反応の出発物質となる。
酸化スカンジウムは加温下で大部分の酸と反応して、水和物を生成する。例えば、加温下で過剰量の塩酸と反応させることで、塩化スカンジウムのn水和物が得られる。これを塩化アンモニウムの存在下で蒸発乾固させ、この混合物を300から500度で加熱して塩化アンモニウムを除去することによって、塩化スカンジウムの無水物を得ることができる。塩化スカンジウムの水和物は塩化アンモニウムなしに乾燥させると即座にオキシ塩化物が形成されるため、塩化スカンジウムの水和物を得るためには塩化アンモニウムの存在が必須である。
{\displaystyle {\ce {Sc2O3\ +6HCl\ +xH2O->2ScCl3\cdot nH2O\ +3H2O}}}
{\displaystyle {\ce {ScCl3\cdot nH2O\ +nNH4Cl->ScCl3\ +nH2O\ +nNH4Cl}}}
同様に、酸化スカンジウムはトリフルオロメタンスルホン酸との反応によって、トリフルオロメタンスルホン酸スカンジウムの水和物となる。
酸化スカンジウムは安定な物質であるため、酸化物を直接金属スカンジウムへと還元することは困難である。そのため、金属スカンジウムの工業生産では酸化スカンジウムをフッ化スカンジウムに転換し、それを金属カルシウムで還元することによって行われている。この反応プロセスは金属チタンの生産法であるクロール法といくつかの点で類似している。
酸化スカンジウムは、同族元素の酸化物である酸化イットリウムや酸化ランタン等と異なり、アルカリと反応してスカンジウム塩類を形成する。例えば、酸化スカンジウムと水酸化カリウムとの反応によってK3Sc(OH)6が得られる。酸化スカンジウムのこのような反応は、酸化アルミニウムとの間で多くの類似性が見られる。